# Костел святого Йосифа (Озерна)
Костел святого Йосифа в Озерній — римсько-католицька церква в селі Озерній Тернопільської области України.

## Відомості
- 1630-і — засновано парафію та споруджено перший дерев'яний костел коштом Я. Собеського.
- 1692 — відновлений після знищень, яких завдали бойові дії.
- 1765 — згоріла, але швидко була відновлена (знову з дерева).
- 1864 — поруч з дерев'яним споруджено новий мурований костел коштом парафіян завдяки зусиллям о. І. Незбутна.
- 1905 — збудовано муровану дзвіницю, яку в 1934 р. перебудовано.
- 1926—1927 — храм реконструйовано. У радянський період закритий (колгоспний склад).
- 1996 — повернутий римсько-католицькій громаді.